# نيو أمستردام

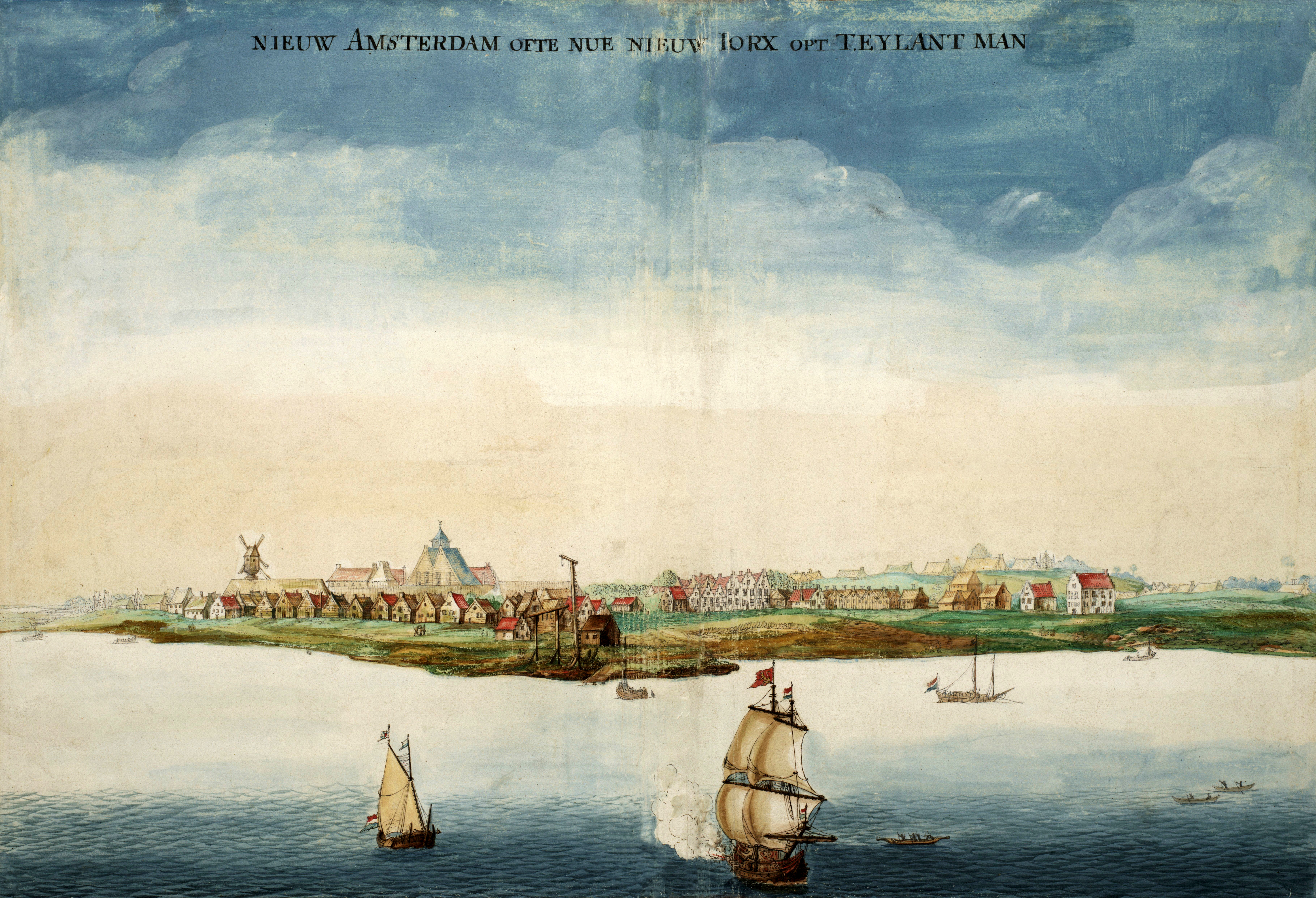
نيو أمستردام عام 1664م

نيو أمستردام (بالهولندية: Nieuw Amsterdam، وتُنطق [ˌniu.ɑmstərˈdɑm]) كانت مستوطنة هولندية في القرن السابع عشر، أُسِّست في الطرف الجنوبي من جزيرة مانهاتن، وكانت مقر الحكومة الاستعمارية في مستعمرة نيو نذرلاند (هولندا الجديدة).
نشأت المستوطنة حول حصن أمستردام (Fort Amsterdam)، الذي أُقيم في موقع استراتيجي في الطرف الجنوبي للجزيرة، وكان الهدف منه حماية تجارة الفرو التي كانت تديرها شركة الهند الغربية الهولندية في نهر الشمال (المعروف اليوم بنهر هدسون).
في عام 1624، أصبحت نيو أمستردام امتدادًا إقليميًا للجمهورية الهولندية، وتم إعلانها عاصمة للمستعمرة عام 1625.
وحصلت على حقوق المدينة في 2 فبراير 1653، مما جعلها رسميًا مدينة معترف بها. .
بحلول عام 1655، بلغ عدد سكان نيو نذرلاند أكثر من 2000 نسمة، وكان حوالي 1500 منهم يعيشون في مدينة نيو أمستردام. وبحلول عام 1664، ارتفع عدد سكان نيو نذرلاند إلى ما يقارب 9000 نسمة، من بينهم 2500 في نيو أمستردام، 1000 بالقرب من حصن أورانج (Fort Orange)، والبقية موزعون على بلدات وقرى أخرى.
في عام 1664، استولت القوات الإنجليزية على نيو أمستردام وأعادوا تسميتها إلى "نيويورك" تيمنًا بـ دوق يورك (الذي أصبح لاحقًا الملك جيمس الثاني في إنجلترا وجيمس السابع في اسكتلندا).
بعد الحرب الأنجلو-هولندية الثانية (1665–1667)، اتفقت إنجلترا وجمهورية هولندا المتحدة على الإبقاء على الوضع القائم في معاهدة بريدا، حيث: احتفظت إنجلترا بجزيرة مانهاتن، وتخلت هولندا عن مطالبتها بنيو أمستردام وبقية المستعمرة.
في المقابل، تخلت إنجلترا رسميًا عن سورينام في أمريكا الجنوبية، وجزيرة رون في جزر الهند الشرقية لصالح الهولنديين، ما أكد سيطرة هولندا على جزر التوابل ذات القيمة العالية.
الموقع الذي كانت تشغله نيو أمستردام اليوم يُعرف باسم مانهاتن السفلى

## أعلام
- جوهانس يانسن